# Blauwoogsteenduif
De blauwoogsteenduif (Columbina cyanopis) is een vogel uit de familie Columbidae (Duiven).

## Kenmerken
De blauwoogsteenduif bereikt een lengte van 15,5-17 cm. Kop, hals, borst, romp en vleugels zijn roestbruin. De slagpennen zijn donkerbruin en de staart is zwartachtig. De snavel is zwart. De ogen zijn blauw, omgeven door een grijze oogring. De poten zijn roze.

## Verspreiding en leefgebied
Deze soort is endemisch in een savanne-achtig gebied (de cerrado) in het middenwesten van  Brazilië. Het is een vooral op de bodem levende soort duif die in dit landschap verblijft tussen droog gras, maar wordt ook wel geobserveerd in rijstvelden na de oogst.

## Status
De grootte van de populatie werd in 2016 door BirdLife International geschat op 159 volwassen individuen (binnen de range van 50 tot 249). De soort wordt bedreigd door verwoesting van het leefgebied (de cerrado) door overbegrazing, afbranden van de vegetatie en omzetting in plantages van Eucalyptusbos of voor de teelt van soja. Om deze redenen staat de blauwoogsteenduif als ernstig bedreigd (kritiek) op de Rode Lijst van de IUCN.